# Cahiers du Cinéma
Cahiers du cinéma (pronunciación en francés: /kaje dy sinema]/; Cuadernos de cine) es una revista de cine francesa, fundada en 1951 por André Bazin, Jacques Doniol-Valcroze y Joseph-Marie Lo Duca. Supuso el desarrollo de la originaria Revue du Cinéma junto con los miembros de dos cine clubes parisinos, «Objectif 49» (Bresson, Cocteau, Alexandre Astruc, etc.) y el «Ciné-Club du Quartier Latin».

## Trayectoria
Suele destacarse como abalanzo el artículo de 1954 de Truffaut contra el cine de 'qualité française' (una «calidad francesa» basada no en la renovación de la mirada), simultaneado por la defensa de ciertos filmes de Hollywood y el estudio de directores estadounidenses como verdaderos «autores»: Alfred Hitchcock y Howard Hawks, en primer lugar (pues eran hitchcock-hawksianos), luego Nicholas Ray y Fritz Lang o, más tarde, Robert Aldrich. Por otro lado, Cahiers du Cinema defendió a Jean Renoir, especialmente, a Max Ophüls, Roberto Rossellini y Kenji Mizoguchi.
Inicialmente, tuvo como editor a Éric Rohmer (Maurice Scherer), y se incluyeron entre sus colaboradores —gracias al empuje de André Bazin—  a Luc Moullet, Jacques Rivette, Jean-Luc Godard, Claude Chabrol y François Truffaut. Estuvo ligada en consecuencia a la nouvelle vague, que renovó por completo el cine francés, y por efecto de este influyó en el cine europeo y una parte del estadounidense, en cuyos clásicos se había formado. Pero esa relación fue irregular: no surgió un apoyo decidido al nuevo cine en el primer momento, pese a los éxitos de público de Truffaut, Chabrol y Godard en 1959 (con unos 400.000 espectadores), y al aumento entonces de la tirada a 12.000 ejemplares.
Así que no se publicitó el trabajo en amrch del joven cine, pues Rohmer prefería una revista de cinéfilos, lo que produjo un hondo conflicto. De esa manera, poco a poco, en 1962 se fue fraguando una conjura contra Rohmer por parte de los innovadores, protagonizada por Pierre Kast y J. Douchet, así como Jacques Doniol-Valcroze y François Truffaut, principales accionistas. Un clasicista más abierto como Jacques Rivette (colaborador estrecho de Truffaut en sus entrevistas) ocupó el papel directivo de Rohmer en junio de 1963, tras la ruptura, defendiendo con claridad la nouvelle vague, y prestando luego más atención a cines no norteamericanos: Buñuel abiertamente, Antonioni, Pasolini. Luego vendrá el nuevo cine brasileño, japonés, polaco, checo, canadiense o suizo, de acuerdo con una apertura mundial del cine, progresivo, y con la disolución de un único modelo. el dogma americano que les había servido para renovarse, hacia 1965.
Rivette se interesó por las nuevas ediciones de ensayo accesibles en bolsillo; por el teatro de Brecht; por la pintura americana (Pollock, Rothko, Ernst, Dubuffet); por Sur Racine de Barthes —y otras de obras, como Ensayos críticos)—, por el Raymond Roussell de Foucault; por Lévi-Strauss, desde 1964; por la música del círculo de Viena (Schömberg, Berg, Webern, Stockhausen) por Pierre Boulez (y en la revista habrá referencias musicales desde ahora) Y sobre todo surge un consejo de redacción (frente al personalismo rohmeriano), que luchará contra fetichsimos cinéfilos del pasado. Asimismo se citará a Blanchot, Klosowski, Genette, Satorobisnki, Bataille o Marthe Robert, y al Nouveau roman.
La revista, pues, dada la formación de sus protagonistas, ha sido eco de varias presencias intelectuales de la segunda mitad del siglo XX, con muchas variantes: Sartre y existencialismo, Brecht, estructuralismo, posestructuralismo, nueva mirada anticolonial, posmodernismo.
El modernismo de los sesenta pasó a radicalizarse en 1970 (incluso hasta mediados de la década tuvo peso el maoísmo, como sucedió en parte de la cultura francesa). Pronto cambió con una serie de figuras de valía y ampliamente formadas, como Serge Daney, Serge Toubiana, Thierry Jousse, Antoine de Baecque y Charles Tesson. En ese momento se defendió otro cine nada tradicional, como el del francés Maurice Pialat, o el de figuras dispares como Manoel de Oliveira, Raoul Ruiz, Hou Hsiao-Hsien o Youssef Chahine. 
A finales del siglo XX se produjo un cambio económico importante; también de formato (que dejó de lado los cuadernos amarillos de antaño, tan famosos). Editions de l'Etoile, responsable de los Cahiers du Cinéma desde 1964, fue adquirido, en 1998, por el grupo del diario Le Monde, que tomó además el control de la revista en 2003, con Jean-Michel Frodon como responsable de la edición. Pero no duró mucho, pues Cahiers fue adquirido por el grupo Phaidon Press —dedicado a las artes visuales—, en febrero de 2009, y la dirección pasó en julio de ese año a manos de Stéphane Delorme.

## Crítica y ediciones extranjeras
Quizá el mayor cronista de los Cahiers du Cinéma es Antoine de Baecke, quien ocupó cargos directivos en esta revista; es un historiador del cine y también de la Ilustración. Como estudioso de la nouvelle vague y analista de primera de sus dos figuras más representativas, François Truffaut y Jean-Luc Godard, tiene una mirada panorámica del proceso histórico. 
Asimismo, son fundamentales los escritos de Serge Daney (1944-1981) —recogidos hoy en La maison cinéma et le monde—, para ver la trayectoria y posiciones de esa publicación de la mano de uno de sus grandes críticos.
La revista cuenta con ediciones en varios idiomas, lo que supuso la difusión de la cinefilia francesa y su reconversión en otros países. Desde el 10 de mayo de 2007, fue editada en España y en español por Caimán Ediciones. El último número de la revista (diciembre de 2011) anunciaba la desaparición de la publicación en España por desacuerdos editoriales, pero su antigua editorial promete una nueva revista "Caiman (Cuadernos de cine)" que quiere seguir con el espíritu de la edición española de Cahiers du Cinéma.